# Coelioxys unicula
Coelioxys unicula är en biart som beskrevs av Cockerell 1939. Coelioxys unicula ingår i släktet kägelbin, och familjen buksamlarbin. Inga underarter finns listade i Catalogue of Life.